# Harzer Verkehrsbetriebe
Die Harzer Verkehrsbetriebe GmbH (HVB) ist für den öffentlichen Personennahverkehr (ÖPNV) im Landkreis Harz zuständig.

## Geschichte
Ab den 1960er Jahren führten VEB Kraftverkehr und die Kraftverkehrsgesellschaft Wernigerode bzw. später die Wernigeröder Verkehrsbetriebe GmbH den ÖPNV im Landkreis Wernigerode durch.
Für das Geschäftsjahr 2007 sind laut Unternehmensregisterauszug verfügte die Wernigeröder Verkehrsbetriebe GmbH (HVB) über 30 Linienkonzessionen, davon 18 im Überland- und sechs im Stadtverkehr, sowie sechs Linien nach §43 PBefG. Die Bilanzsumme betrug 8,429 Mio. Euro, das Eigenkapital dabei 49,8 Prozent. Mit 3.664.782 Wagen-Kilometern wurden 4,15 Millionen Fahrgäste befördert. Der Umsatzerlös wurde mit 6,047 Millionen Euro beziffert. Das Gesellschaftskapital beträgt für den Landkreis Harz 40.700 Euro, für die Stadt Wernigerode 11.550 Euro und für die Stadt Blankenburg 2.750 Euro; das Stammkapital selber beträgt 55.000 Euro.
In der Folge der Kreisreform zum 1. Juli 2007 wurde eine Neustrukturierung im Personennahverkehr notwendig. Infolgedessen wurde die Wernigeröder Verkehrsbetriebe GmbH zum 1. Januar 2009 zur Harzer Verkehrsbetriebe GmbH (HVB) umbenannt und die bis dahin eigenständigen Betriebe der Q-Bus Nahverkehrsgesellschaft mbH Ballenstedt (eigenständig vom 22. Oktober 1991 bis zum 31. Dezember 2008) und Halberstädter Bus-Betriebe GmbH (eigenständig vom 31. März 1992 bis zum 31. Dezember 2008) als Tochtergesellschaften integriert.
Im Juli 2011 fusionierte die Halberstädter Bus-Betriebe GmbH mit der Harzer Verkehrsbetriebe GmbH.
Die Q-Bus Nahverkehrsgesellschaft mbH Ballenstedt fusionierte im Juli 2013 mit der Harzer Verkehrsbetriebe GmbH (HVB).
Im Rahmen der Umsetzung des neuen Nahverkehrsplans 2016 des Landkreises Harz war geplant, neue Linien und Fahrzeiten zum 10. Dezember 2017 umzusetzen. Die Schülerbeförderung wurde dabei in den Linienverkehr integriert. Da dies einen erheblichen zeitlichen Vorlauf benötigte, wurde der Fahrplanwechseltermin zweimal verschoben. Am 15. April 2018 wurde dann der neue Fahrplan mit neuen Linien und Fahrzeiten umgesetzt. Aufgrund massiver Schwierigkeiten wurde dieser Fahrplan nach zweimaligen Korrekturen wieder auf das alte System des eigenständigen Schülerverkehrs geändert.

## Linienübersicht

### Regionalverkehr
| Linie | Endpunkte                    | Verlauf                                                            |         |
| ----- | ---------------------------- | ------------------------------------------------------------------ | ------- |
| 210   | Halberstadt ↔ Vienenburg     | Ströbeck – Athenstedt – Dardesheim – Osterwieck – Wülperode        | PlusBus |
| 211   | Osterwieck ↔ Wülperode       | Hoppenstedt – Bühne – Rimbeck – Göddeckenrode                      |         |
| 212   | Osterwieck ↔ Osterwieck      | Hoppenstedt – Rhoden – Osterode – Hessen – Dardesheim              |         |
| 213   | Halberstadt ↔ Osterwieck     | Athenstedt – Danstedt – Heudeber – Zilly – Dardesheim – Schauen    |         |
| 214   | Halberstadt ↔ Hessen         | Athenstedt – Badersleben – Vogelsdorf – Dedeleben – Rohrsheim      |         |
| 220   | Halberstadt ↔ Dedeleben      | Neu Runstedt – Röderhof – Dingelstedt – Schlanstedt – Aderstedt    |         |
| 222   | Halberstadt ↔ Dardesheim     | Emersleben – Schwanebeck – Eilenstedt – Dingelstedt – Badersleben  |         |
| 230   | Wernigerode ↔ Quedlinburg    | Benzingerode – Heimburg – Blankenburg – Westerhausen               | PlusBus |
| 231   | Wernigerode ↔ Halberstadt    | Silstedt – Derenburg – Böhnshausen – Langenstein                   |         |
| 232   | Derenburg ↔ Börnecke         | Blankenburg                                                        |         |
| 233   | Halberstadt ↔ Quedlinburg    | Harsleben – Münchenhof                                             |         |
| 234   | Halberstadt ↔ Hedersleben    | Harsleben – Wegeleben – Rodersdorf                                 |         |
| 235   | Quedlinburg ↔ Nachterstedt   | Ditfurt – Wedderstedt – Hedersleben – Heteborn – Gatersleben       |         |
| 236   | Halberstadt ↔ Schwanebeck    | Harsleben – Wegeleben – Deesdorf – Gröningen – Nienhagen           |         |
| 240   | Quedlinburg ↔ Aschersleben   | Bad Suderode – Rieder – Ballenstedt – Meisdorf – Ermsleben         | PlusBus |
| 241   | Quedlinburg ↔ Opperode       | Morgenrot – Badeborn – Asmusstedt – Ballenstedt                    |         |
| 242   | Quedlinburg ↔ Harzgerode     | Bad Suderode – Gernrode – Mägdesprung – Alexisbad                  |         |
| 243   | Ballenstedt ↔ Harzgerode     | Opperode – Ermsleben – Reinstedt – Pansfelde – Schielo – Neudorf   |         |
| 244   | Ballenstedt ↔ Harzgerode     | Mägdesprung – Alexisbad                                            |         |
| 245   | Ballenstedt ↔ Thale          | Rieder – Gernrode – Bad Suderode – Stecklenberg – Neinstedt        |         |
| 247   | Harzgerode → Harzgerode      | Schielo – Königerode – Dankerode – Neudorf                         |         |
| 250   | Wernigerode ↔ Thale          | Benzingerode – Heimburg – Blankenburg – Cattenstedt – Timmenrode   | PlusBus |
| 251   | Quedlinburg ↔ Thale          | Warnstedt – Weddersleben – Neinstedt                               |         |
| 252   | Quedlinburg ↔ Thale          | Westerhausen – Warnstedt                                           |         |
| 253   | Quedlinburg ↔ Thale          | Gernrode – Bad Suderode – Stecklenberg – Neinstedt                 |         |
| 254   | Harzgerode ↔ Güntersberge    | Alexisbad – Silberhütte – Neudorf – Straßberg – Siptenfelde        |         |
| 255   | Quedlinburg ↔ Stolberg       | Gernrode – Bad Suderode – Friedrichsbrunn – Allrode – Güntersberge |         |
| 256   | Thale ↔ Treseburg            | Hexentanzplatz – Friedrichsbrunn – Allrode                         |         |
| 257   | Blankenburg ↔ Thale          | Cattenstedt – Wienrode – Altenbrak – Treseburg – Roßtrappe         |         |
| 260   | Wernigerode ↔ Güntersberge   | Elbingerode – Rübeland – Hasselfelde – Stiege – Allrode            |         |
| 261   | Wernigerode ↔ Blankenburg    | Elbingerode – Rübeland – Hüttenrode                                |         |
| 262   | Benneckenstein ↔ Braunlage   | Tanne – Sorge                                                      |         |
| 263   | Benneckenstein ↔ Blankenburg | Trautenstein – Hasselfelde – Wendefurth – Cattenstedt              |         |
| 264   | Wernigerode ↔ Braunlage      | Drei Annen Hohne – Schierke – Elend                                |         |
| 265   | Wernigerode ↔ Hohegeiß       | Elbingerode – Königshütte – Tanne – Benneckenstein                 |         |
| 270   | Wernigerode ↔ Bad Harzburg   | Darlingerode – Drübeck – Ilsenburg – Stapelburg – Abbenrode        |         |
| 271   | Wernigerode ↔ Abbenrode      | Schmatzfeld – Langeln – Wasserleben – Veckenstedt – Ilsenburg      |         |
| 272   | Wernigerode ↔ Zilly          | Schmatzfeld – Langeln – Heudeber                                   |         |
| 273   | Wernigerode ↔ Osterwieck     | Schmatzfeld – Veckenstedt – Wasserleben – Berßel                   |         |
| 274   | Wernigerode ↔ Elbingerode    | Darlingerode – Ilsenburg – Plessenburg – Drei Annen Hohne          |         |
| 275   | Wernigerode ↔ Athenstedt     | Reddeber – Minsleben – Heudeber – Danstedt                         |         |

### Stadtverkehr

#### Wernigerode
Es gibt insgesamt vier Stadtlinien und zusätzlich eine „Nachtlinie“, die ab 19 Uhr bis etwa Mitternacht die größeren Stadtteile bedient. Zentraler Umsteigepunkt ist neben dem Hauptbahnhof die Haltestelle Rendezvous, die sich direkt im Stadtzentrum befindet und an der sich die Linien wochentags alle 30 Minuten, an Wochenenden und Feiertagen stündlich treffen. Im Ortsteil Schierke wird seit Dezember 2017 eine Stadtlinie im 20-Min-Takt angeboten, diese verkehrt seitdem immer zwischen Dezember und März.
| Linie | Verlauf                                                                |
| ----- | ---------------------------------------------------------------------- |
| 201   | Heidebreite (Harzblick) – Floßplatz (Hasserode)                        |
| 202   | M.-H.-Klaproth-Straße (Stadtfeld) – Wendeplatz Mühlental (Nöschenrode) |
| 203   | Am Bodengarten (Burgbreite) – Röntgenstr. (Eisenberg)                  |
| 204   | Floßplatz (Hasserode) – E.-Pörner-Str. (Stadtfeld)                     |
| 205   | Floßplatz (Hasserode) – E.-Pörner-Str. (Stadtfeld) Nachtlinie          |
| 207   | Ortsverkehr Schierke Parkhaus Winterbergtor – Bahnhof – Rathaus        |

#### Quedlinburg
Um den Nahverkehr zu stärken, wurde die nur fünfmal montags bis freitags verkehrende Stadtlinie zum 5. August 2024 durch vier eigene Stadtlinien ersetzt, die montags bis freitags stündlich (von Stunde 6 bis Stunde 17) und am Wochenende zweistündlich im Ringsystem fahren. Die Linien 216 und 217 führen fast über die gleiche Strecke, nur in jeweils gegensätzlichen Richtungen. Die Haltestellen Bahnhofspark, Steinweg und Steinweg/Kleers werden dabei von allen vier Linien bedient.
| Linie | Verlauf |
| ----- | --- |
| 216   | Bahnhofspark – Steinweg – Kleers – Halberstädter Straße – Marktfriedhof – Wasserwerk – Bildungshaus – Bahnhofspark |
| 217   | Bahnhofspark – Wasserwerk – Marktfriedhof – Halberstädter Straße – Steinweg – Bahnhofspark                         |
| 218   | Bahnhofspark – Steinweg – Harzklinikum – Weyhestraße – Bahnhofspark                                                |
| 219   | Bahnhofspark – Steinweg – Zentralfriedhof – Dorothea-Erxleben-Str. – Albert-Schweitzer-Str. – Bahnhofspark         |

#### Blankenburg
Es verkehrt eine Stadtlinie aus dem Ortsteil Börnecke zum Regenstein-Center, die durch zwei Regionallinien unter anderem aus der Oesig-Siedlung im Stadtgebiet verstärkt wird.
| Linie | Verlauf                                                       |
| ----- | ------------------------------------------------------------- |
| 232   | Börnecke – Gehren – Hauptbahnhof – Markt / Center – Derenburg |
| 250   | Michaelstein – Oesig – Center – Hauptbahnhof – Schnappelberg  |
| 261   | Center – Hauptbahnhof – Ziegenkopf                            |

#### Ballenstedt
Aus Richtung Quedlinburg wird die Linie 241 durch das Stadtgebiet bis in den Ortsteil Opperode weitergeführt. Werktags wie auch an Wochenenden und Feiertagen verkehrt dieser zweistündlich.
| Linie | Verlauf                                                                                         |
| ----- | ----------------------------------------------------------------------------------------------- |
| 241   | Opperode – Pestalozziring – Breitscheidplatz – Lungenklinik – Schloss – Ärztehaus – Westbahnhof |

#### Thale
In Thale wird die Linie 253 aus Richtung Quedlinburg im Stadtzentrum als Ringlinie weitergeführt. Werktags wie auch an Wochenenden und Feiertagen verkehrt dieser annähernd zweistündlich.
| Linie | Verlauf                                                                          |
| ----- | -------------------------------------------------------------------------------- |
| 253   | Bahnhof – Neues Rathaus – Willi-Bredel-Ring – Klubhaus – Bahnhof – Passagenmarkt |

### PlusBus
Die Linien 210 (Halberstadt–Vienenburg), 230 (Wernigerode–Quedlinburg), 240 (Quedlinburg–Aschersleben) und 250 (Wernigerode–Thale) sind seit dem 15. Dezember 2019 zum PlusBus aufgewertet. Zudem verkehren diese Linien auch im Bahn-Bus-Landesnetz Sachsen-Anhalt und sind durch das Zeichen <O> Mein Takt erkennbar. Als erste Linie wurde am 14. Dezember 2014 die Linie 240 (Quedlinburg–Ballenstedt–Aschersleben) aufgenommen. Am 13. Dezember 2015 folgte Linie 210 (Halberstadt–Osterwieck–Vienenburg). Zuletzt kamen die Linie 230 (Wernigerode–Blankenburg–Quedlinburg) und 250 (Wernigerode–Blankenburg–Thale) am 15. April 2018 dazu.

### Anruf-Sammel-Taxi
An Wochenenden und Feiertagen werden acht AST-Linien eingesetzt, diese ersetzen Buslinien, auf denen ein geringes Fahrgastaufkommen an diesen Tagen besteht.
| Linie | Endpunkte                  | Verlauf                                                           |
| ----- | -------------------------- | ----------------------------------------------------------------- |
| AST 1 | Osterwieck ↔ Göddeckenrode | Hoppenstedt – Bühne – Rimbeck – Rhoden – Osterode                 |
| AST 2 | Dardesheim ↔ Dardesheim    | Deersheim – Veltheim – Hessen – Dedeleben – Badersleben           |
| AST 3 | Halberstadt ↔ Halberstadt  | Mahndorf – Heudeber – Dardesheim – Badersleben – Sargstedt        |
| AST 4 | Halberstadt ↔ Halberstadt  | Sargstedt – Huy-Neinstedt – Dedeleben – Schlanstedt – Dingelstedt |
| AST 5 | Halberstadt ↔ Halberstadt  | Dingelstedt – Schlanstedt – Schwanebeck – Kloster Gröningen       |
| AST 6 | Halberstadt ↔ Halberstadt  | Groß Quenstedt – Schwanebeck – Hedersleben – Wegeleben            |
| AST 7 | Wernigerode ↔ Abbenrode    | Heudeber – Stapelburg                                             |
| AST 8 | Wernigerode ↔ Osterwieck   | Veckenstedt – Wassersleben                                        |

### Probelinie
Die Harzer Verkehrsbetriebe testen gemeinsam mit dem Landkreis und den Gemeinden bzw. Städten auf bestimmten Relationen sogenannte Probelinien. Sie werden von den Einwohnern oder den Touristikbranchen gewünscht oder auch gefordert. Diese Linien bekommen eine Testphase von sechs Monaten, wird das Angebot angenommen, wird die Testphase verlängert. Wenn der Fahrgastzuwachs aber ausbleibt, werden diese eingestellt. Die Verbindung Blankenburg–Derenburg wurde in die Stadtlinie Blankenburg integriert. Linie 266 Ortsverkehr Schierke verkehrt seit dem 1. Dezember 2018 als Linie 207.
| Linie | Endpunkte               | Verlauf                                           | Verkehrstage | Testphase                                |
| ----- | ----------------------- | ------------------------------------------------- | ------------ | ---------------------------------------- |
| 204   | Hessen ↔ Mattierzoll    |                                                   | mo–fr        | vom 2. Mai 2012 bis 31. Dezember 2013    |
| 205   | Ditfurt ↔ Wegeleben     |                                                   | mo–fr        | vom 26. August 2013 bis 28. Februar 2014 |
| 254   | Elbingerode ↔ Braunlage | Königshütte – Drei Annen Hohne – Schierke – Elend | sa+so        | vom 5. Februar 2011 bis 29. April 2012   |
| 266   | Ortsverkehr Schierke    | Parkhaus Winterbergtor – Bahnhof – Rathaus        | täglich      | vom 10. Dezember 2017 bis 8. April 2018  |
| 282   | Blankenburg ↔ Derenburg |                                                   | mo–fr        | 2010                                     |

## Betriebseinrichtungen
Die HVB unterhält in ihrem Bediengebiet verschiedene Betriebseinrichtungen. Dazu gehören Betriebshöfe, Busbahnhöfe und Kundenbüros.

### Betriebshöfe
In folgenden Städten befindet sich ein Betriebshof:
- Benneckenstein (Außenstelle von Wernigerode)
- Halberstadt (Einsatzleitung Region Halberstadt)
- Harzgerode (Außenstelle von Quedlinburg)
- Quedlinburg (Einsatzleitung Region Quedlinburg)
- Wernigerode (Einsatzleitung Region Wernigerode, Verwaltung und Firmensitz)

Von der ehemaligen Q-Bus befanden sich bis April 2015 noch in Ballenstedt, Friedrichsbrunn und Quedlinburg ein Betriebshof, diese wurden durch einen Neubau in Quedlinburg aufgegeben bzw. ersetzt.

### Busbahnhöfe und Knotenpunkte
Busbahnhöfe oder zentrale Umsteigepunkte im Liniennetz der HVB befinden sich mit Haltestellenbezeichnung in folgenden Städten:
- Athenstedt, Busbahnhof
- Ballenstedt, Alter Westbahnhof
- Blankenburg, Hauptbahnhof
- Halberstadt, Hauptbahnhof
- Harzgerode, Bahnhof
- Hasselfelde, Busbahnhof
- Osterwieck, Busbahnhof
- Schwanebeck, Friedensplatz
- Thale, Bahnhof
- Quedlinburg, Bahnhof
- Wernigerode, Hauptbahnhof
- Wernigerode, Rendezvous

### Sonstige Betriebseinrichtungen
Die HVB betreibt für die Fahrgäste zusätzliche Serviceeinrichtungen:
- Wernigerode Hauptbahnhof, Kundenbüro
- Quedlinburg Bahnhof, Kundenbüro

## Subunternehmen
Für die Durchführung von Linien- und Sonderverkehren wird neben der eigenen Busflotte auch auf Fahrzeuge von Subunternehmen zurückgegriffen. Dies sind unter anderem:
- Busbetrieb Frenzel aus Bad Suderode
- Busverkehr Schwarzenberg aus Blankenburg
- Busbetrieb Harz-Express aus Ditfurt
- Mendorf-Reisen aus Ermsleben
- Ivento aus Meisdorf
- Taxi Römer aus Schielo
- City-Kurier aus Quedlinburg
- Busreisen Stephan Müller aus Harsleben

## Verkehrs- und Tarifgemeinschaft Ostharz
Seit 1995 bilden die Verkehrsbetriebe des Landkreises Harz die Verkehrs- und Tarifgemeinschaft Ostharz (VTO). Derzeit gehören neben den Harzer Verkehrsbetriebe GmbH (HVB) noch die Halberstädter Verkehrs-GmbH (HVG) dazu.

## Angebote
Am 1. Januar 2010 wurde das Harzer Urlaub-Ticket eingeführt. Das Projekt wird unter dem Namen HATIX vermarktet und beinhaltet für die Inhaber u. a. von Kurkarten aus dem Landkreis Harz die freie Fahrt mit öffentlichen Bussen im Landkreis Harz und der Straßenbahn in Halberstadt.
Gemeinsam mit den Verkehrsunternehmen Verkehrsgesellschaft Südharz mbH, Harzer Schmalspurbahnen GmbH und Kreisbahn Mansfelder Land GmbH wird im Selke- und Wippertal an Wochenenden und Feiertagen die Wiselcard angeboten.
Weitere bereits bestehende regionale Angebote in Kooperation mit anderen Gesellschaften sind die HarzTourCard, die HarzMobilCard und das Selkebahnticket.